# 산티아고 겐틸레티
산티아고 후안 겐틸레티 셀라크(Santiago Juan Gentiletti Selak, 1985년 1월 9일 ~ )는 수비수로 뛰었던 이탈리아, 크로아티아계 아르헨티나의 전 축구 선수이다.

## 클럽 경력
겐틸레티는 2008년에 프로빈시알 오소르노로 이적하기 전까지 힘나시아 라플라타에서 50경기가 넘는 경기들을 뛰었다. 2009년에는 또 다른 칠레팀인 오히긴스에서 뛰었다.
2010년에 아르헨티노스 주니어스로 이적을 하였고, 곧장 그는 스스로 클라우디오 보르히 감독하의 1군팀의 핵심 선수임을 입증 해냈다. 그는 우승을 해낸 2010 클라우수라 기간에 19 경기에서 16 경기를 뛰고 1골을 넣으며 팀의 중요한 선수였다. 2011년 8월에 그는 프랑스 리그 1 팀 브레스트와 1년 임대 계약을 맺었다. 2014년 8월에 산소렌소에서 2014년 코파 리베르타도레스를 마친 후, 이탈리아 축구 클럽 라치오로 이적하였다.

## 개인사
산티아고 후안 겐틸레티 셀라크는 크로아티아계의 후손이며, 아르헨티나와 이탈리아의 여권 둘을 가지고 있다. 그의 성인 셀라크는 이모트스키에서 기원을 했다.

## 수상 경력
아르헨티노스 주니어스
- 아르헨티나 프리메라 디비시온: 2010 클라우수라

산소렌소
- 아르헨티나 프리메라 디비시온: 2013 이니시알
- 코파 리베르타도레스: 2014